# Gerardus de Vet
Gerardus Henricus de Vet (Gilze-Rijen, 15 november 1917 - Breda, 27 maart 1967) was in de periode 1962-1967 de zevende rooms-katholiek bisschop van het Bisdom Breda.
De Vet werd in 1943 tot priester gewijd en was vanaf dat jaar kapelaan in enkele parochies. Daarvan werd hij in 1951 vrijgesteld en belast met de zielzorg onder de arbeiders en legde daarmee de grondslag voor het bedrijfsapostolaat. Op 13 mei 1962 werd De Vet tot bisschop van Breda gewijd. Zijn wapenspreuk luidde In gratia Dei, (In Gods genade, naar I Corinthiërs 1, 4).
De Vet maakte alle vier sessies mee van het Tweede Vaticaans Concilie en zat in de commissie die zich boog over het Leken-apostolaat. Het zou uitmonden in het concilie-decreet Apostolicam actuositatem .
De Vet  zette zich in voor een democratischer beleid in zijn bisdom en was de eerste bisschop die een perschef (Frans Oudejans) in dienst nam. Nog geen vijftig jaar oud stierf hij plotseling op paasmaandag 1967. Hij was daarmee de derde Nederlandse bisschop binnen een jaar (na Johannes van Dodewaard-Haarlem en Wilhelmus Marinus Bekkers-'s-Hertogenbosch)  die voortijdig overleed. De tweede man van het bisdom, vicaris-generaal Huub Ernst volgde hem op. Zijn broer Wouter de Vet was in de jaren 70 burgemeester van Hooge en Lage Zwaluwe.